# Nguyễn Đăng Tuân (quan nhà Lê)
Nguyễn Đăng Tuân (chữ Hán: 阮登遵, 1649-?) là người xã Hoài Bão, huyện Tiên Du (nay thuộc xã Liên Bão, huyện Tiên Du, tỉnh Bắc Ninh). Ông đỗ Đệ tam giáp đồng Tiến sĩ xuất thân khoa thi Quý Sửu niên hiệu Dương Đức thứ 2 (1673) thời Lê Gia Tông.
Ông là con Tiến sĩ Nguyễn Đăng Minh (khoa 1646), là cháu ruột Thám hoa Nguyễn Đăng Cảo (khoa 1646), và là anh ruột Trạng nguyên Nguyễn Đăng Đạo (khoa thi 1683).
Nguyễn Đăng Tuân làm quan cho nhà Lê trung hưng, trải đến chức Phủ doãn phủ Phụng Thiên ở Thăng Long, sau bị truất xuống Cấp sự trung. 